# Zmitrok Biadula
Zmitrok Biadula, biał. Змітрок Бядуля, właśc. Samuił Płaunik, biał. Самуіл Плаўнік (ur. 23 kwietnia 1886 w Pasadźcu, zm. 3 listopada 1941 w okolicach Uralska) – klasyk literatury białoruskiej, poeta, pisarz i satyryk.

## Życiorys
Urodził się w niezamożnej rodzinie białoruskich Żydów w miejscowości Pasadziec (ówczesny powiat wileński, obecny rejon łohojski). Pobierał nauki w jeszywie, następnie pracował jako korepetytor i sprzedawca. Pisać zaczął w 1907 roku, początkowo po rosyjsku. Publikował utwory w prasie petersburskiej oraz wileńskim piśmie „Mołodyje Porywy”. W 1910 zamieścił prozę poetycką w „Naszej Niwie”. Interesował się już wtedy folklorem, toteż przyjął pseudonim Zmitrok Biadula.
Opisywał wieś przed rewolucją październikową, np. w powieści Saławiej (1927, pol. „Słowik”). Napisał powieść socrealistyczną Jazep Kruszynski (cz. 1–2, 1929–32), której akcja toczy się w latach 20. XX wieku, a także napisał autobiografię U drymuczych lasach (1939). Wydał również zbiory nowel: Na zaczarowannych honiach (1923, pol. „Na zaczarowanych polach”), Apawiadanni (1926, pol. „Opowiadania”), Pa projdzienych scieżkach (1940, pol. „Po przebytych ścieżkach”).